# Janowice (Limanowa)
Pour les articles homonymes, voir Janowice.
Janowice est une localité polonaise de la gmina de Jodłownik, située dans le powiat de Limanowa en voïvodie de Petite-Pologne.